# Neuer Weg 32 (Quedlinburg)

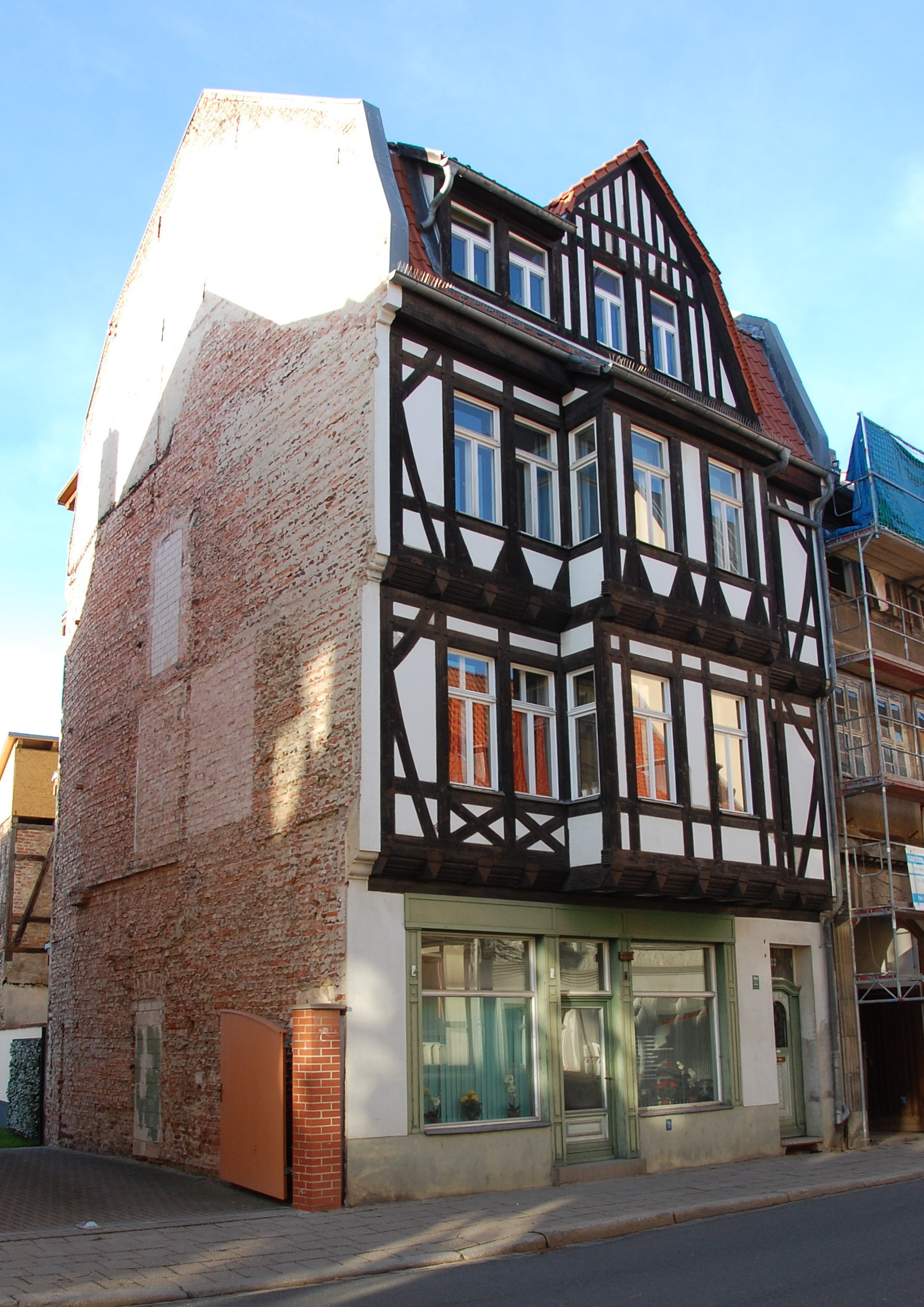
Haus Neuer Weg 32

Das Haus Neuer Weg 32 ist ein denkmalgeschütztes Gebäude in Quedlinburg in Sachsen-Anhalt.

## Lage
Das im Quedlinburger Denkmalverzeichnis als Wohn- und Geschäftshaus eingetragene Gebäude befindet sich südlich der historischen Quedlinburger Altstadt, auf der Westseite des Neuen Wegs. Nördlich grenzt das gleichfalls denkmalgeschützte Haus Neuer Weg 33 an.

## Architektur und Geschichte
Das dreigeschossige Fachwerkhaus wurde in den Jahren 1910/11 errichtet. Die Fachwerkfassade zeigt dabei traditionelle Formen der regionalen Fachwerkarchitektur. Vor den oberen Geschossen ist ein Erker angeordnet.
Im Erdgeschoss befindet sich die Haustür in der Gestaltung des Jugendstils mit einem Oberlicht mit Bleiverglasung.